# Crocidura beatus
Crocidura beatus är en däggdjursart som beskrevs av Miller 1910. Crocidura beatus ingår i släktet Crocidura och familjen näbbmöss. IUCN kategoriserar arten globalt som livskraftig. Inga underarter finns listade i Catalogue of Life.
Denna näbbmus förekommer på Mindanao och andra öar i södra Filippinerna. Arten vistas i låglandet och i bergstrakter upp till 2600 meter över havet. Habitatet utgörs av olika slags skogar och buskskogar.